# Antoine Jean Auguste Durosnel
 (juillet 2019).
Si vous disposez d'ouvrages ou d'articles de référence ou si vous connaissez des sites web de qualité traitant du thème abordé ici, merci de compléter l'article en donnant les références utiles à sa vérifiabilité et en les liant à la section « Notes et références ».
Antoine Jean Auguste Durosnel, né à Paris le 9 novembre 1771 et mort le 5 février 1849 à Paris, est un général français de la Révolution et de l’Empire. Il siège à la Chambre des Pairs sous la monarchie de Juillet.

## Biographie
Fils de Jean-Baptiste Simon Barthélémy Henry-du-Rosnel, secrétaire d’un fermier général qui devient par la suite chef de division au ministère de la Guerre, Antoine Jean Auguste Durosnel est né à Paris le 9 novembre 1771. Affecté en décembre 1783, à l’âge de douze ans, comme surnuméraire à la compagnie des gendarmes écossais, il n’est titularisé dans ses fonctions qu’à quinze ans révolus le 12 novembre 1786. Réformé avec le corps le 1er avril 1788, il reprend du service lors de la Révolution comme lieutenant au 26e régiment d’infanterie le 12 janvier 1792. Rapidement nommé capitaine et aide de camp du général d’Harville le 22 avril 1792, il fait campagne à ses côtés à l’avant-garde de l’armée du Nord en 1792 et 1793. Son général étant vu comme suspect après la défection de Dumouriez, le capitaine Durosnel est finalement versé dans la cavalerie légère et passe au 16e régiment de chasseurs à cheval le 12 septembre 1793.
Il passe rapidement par tous les grades avant d'être nommé, sous le Directoire le 27 juillet 1799, colonel du régiment. Il fait en 1800 la campagne d'Allemagne, se distingue à la bataille de Moesskirch, où il enfonce et détruit une force triple de la sienne ; à Hohenlinden, et en 1805, au combat d'Ems. Sa conduite à Austerlitz lui vaut le grade de général de brigade le 24 décembre 1805, dont il se rend une nouvelle fois digne lors de la bataille d'Iéna, où ses charges impétueuses dégagent l'Empereur un moment exposé. En 1807, il se distingue encore au combat de Glottau en Pologne, où il défait complètement l'arrière-garde russe. Commandeur de la Légion d'honneur le 11 mai 1807, puis chevalier de l'Ordre du Lion « de Bavière », il est créé comte de l'Empire en 1808, et gouverneur de l'École militaire des Pages. Napoléon Ier le choisit pour l'un de ses aides de camp le 30 juin 1810, et lui confie le commandement des gendarmes d'élite de la Garde impériale. La même année, il suit l'Empereur en Espagne, et s'y fait remarquer en détruisant une colonne anglaise avec 400 cavaliers de la Garde impériale.
Le 16 avril 1809, il fait la campagne d'Autriche et est nommé général de division le même jour. Il combat au passage de la Traunn, sur le pont d'Ebersberg, ainsi qu'à la bataille d'Essling, où il est blessé et fait prisonnier, ce qui le fait passer pour mort au moment de l'armistice. En juillet 1810, lui et sa femme assistent aux festivités célébrant le mariage de l'Empereur et de Marie-Louise d'Autriche ; ils sont présents durant l'incendie de l'ambassade d'Autriche à Paris, au cours duquel la générale Durosnel est grièvement brûlée. Elle en reste blessée durant plusieurs années. Le général Durosnel est nommé grand officier de la Légion d'honneur en 1811 et reçoit peu après l'ordre de l'Éléphant du Danemark. Il fait la campagne de Russie comme aide-major général, et c'est lui qui est chargé de surveiller toute la cavalerie de la Grande Armée. Après la prise de Dresde en 1813, il est nommé gouverneur de cette ville où il reste jusqu'à la capitulation.
À la Première Restauration, le comte Durosnel est fait chevalier de Saint-Louis. Pendant les Cent-Jours, Napoléon l'ayant nommé pair de France et commandant en second de la garde nationale de Paris, les Bourbons le laissent en non-activité après leur retour. Après la révolution de Juillet 1830, la ville de Meaux l'envoie à la Chambre des députés, où il vote avec le centre. En mai 1832, il reçoit la grand-croix de la Légion d'honneur et est enfin nommé pair de France, président du conseil général de Seine-et-Marne et aide de camp de Louis-Philippe Ier.
Un mal incurable indéfini, contracté lors de la retraite de Russie, termine à 77 ans, en février 1849, la carrière de ce général. Il est inhumé au cimetière du Père-Lachaise (division 29).

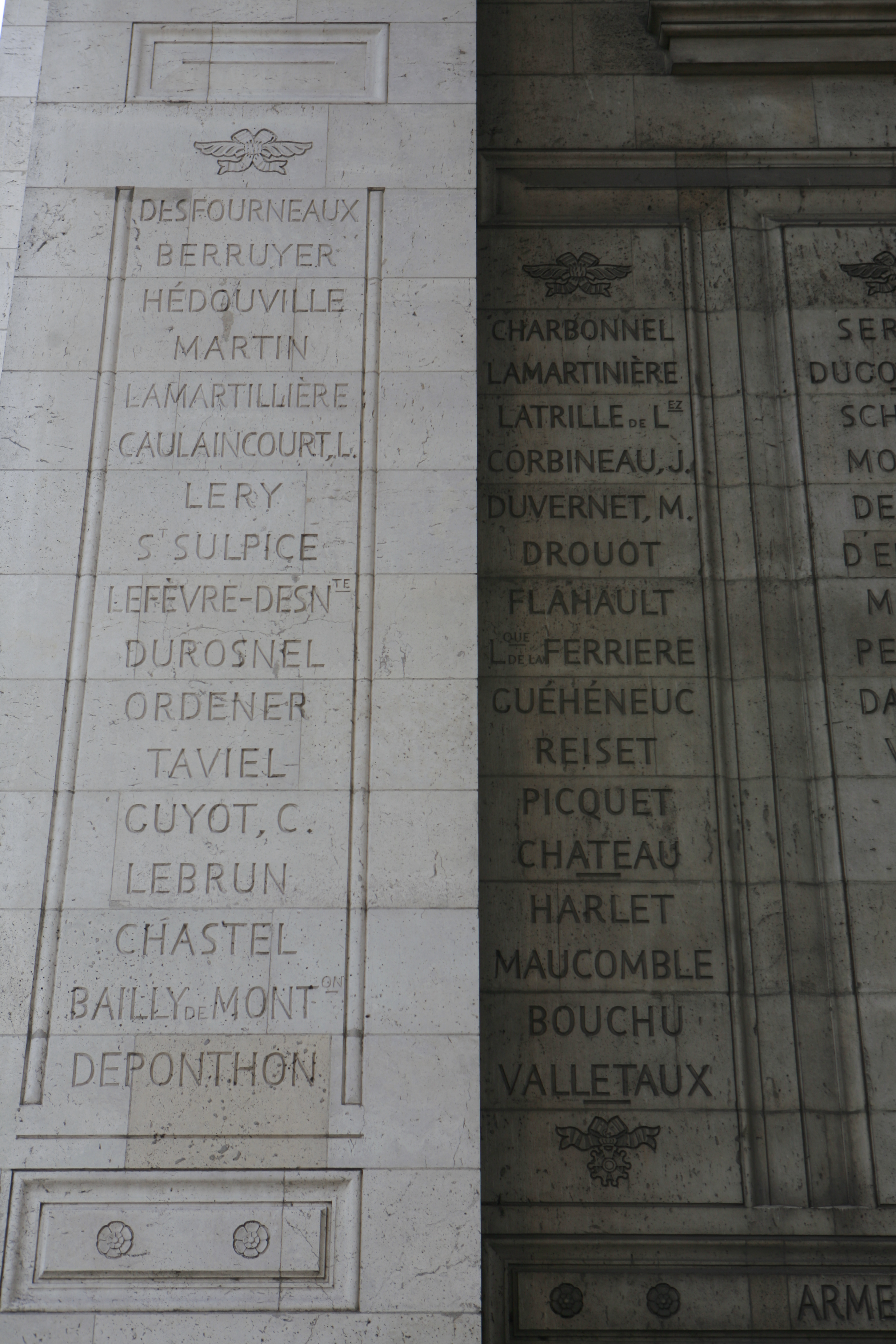
Noms gravés sous l'arc de triomphe de l'Étoile : pilier Ouest, 31e et 32e colonnes.
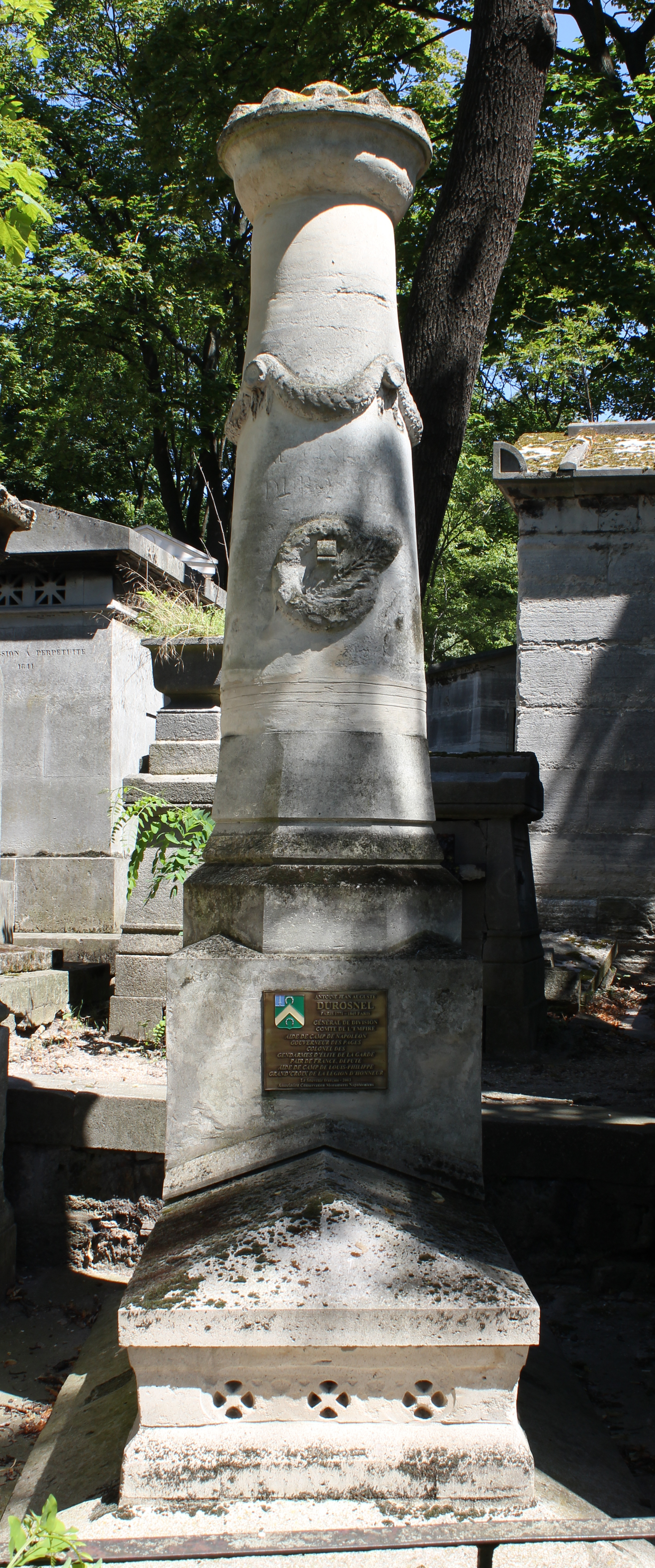
tombe au cimetière du Père-Lachaise